# Кунсткамера (Відень)
Кунстка́мера (нім. Kunstkammer Wien) — колекція скульптури та декоративно-ужиткового мистецтва у складі Музею історії мистецтв у Відні. Заснована на творах із колекцій династії Габсбургів, які збирали їх упродовж XV—XVIII ст. Група найвизначніших експонатів походить із казни німецьких королів та імператорів Середньовіччя, т. з. «імператорської скарбниці». Одне із найбільших і найважливіших зібрань в своєму роді у світі.
Експозиція нараховує 2200 предметів, що розміщуються на площі 2700 м². Вибір експонатів охоплює історію мистецтв, починаючи із Середніх віків, включаючи епохи Відродження, маньєризму і бароко, і закінчується епохою класицизму. Серед експонатів: ювелірні вироби, чаші, кубки, скульптури, бронзові статуетки, химерні предмети зі слонової кістки і посудини із дорогоцінного каміння, а також цінні годинники, складні автоматони, наукові прилади, розкішні гральні дошки тощо. Найвідоміший експонат колекції — сільничка («Сальєра») Бенвенуто Челліні (1500—1572), виготовлена у 1540–1543 роках із золота, частково вкрита емаллю, чорного дерева для французького короля Франциска I. У зібранні також представлені шпалери тонкої роботи, виготовлені із вовни і шовку у 1-й половині XVIII століття.
З 2002 по 2013 Кунсткамера знаходилась на реконструкції; відкрита для відвідувачів з 1 березня 2013 року. Нове планування експозиції засноване на темі «Колекціонери дому Габсбургів та їхнє зібрання».

## Історія

### Заснування колекції
Історія Кунсткамери Музею історії мистецтв є однією з найскладніших серед всесвітньо відомих зібрань старих королівських родів. Колекція бере свій початок у Середніх віках до того часу, коли Рудольф IV (1339—1365) запропонував заснувати фамільну скарбницю Габсбургів. Будучи спочатку зібранням коштовностей (разом із начинням із золота і срібла, монетами, дорогоцінним камінням і прикрасами), колекція Кунсткамери з часом поповнилася важливими для дому Габсбургів документами, регаліями та реліквіями, але й саме зібрання творів мистецтва дедалі розширювалося. З часу заснування колекції у XV столітті, вона значно поповнилася протягом XVI та XVII століть. Саме ці експонати стали основою нинішнього ядра Кунсткамери, — зібрання імператорів Фрідріха III, Максиміліана I, Фердинанда I, Максиміліана II і Рудольфа II, а також ерцгерцогів Фердинанда II Тірольського і Леопольда Вільгельма.
Сучасна традиція колекціонування творів мистецтва зародилася у Франції XIV та початку XV століть, звідки, наслідуючи приклад герцога Жана Беррійського (1340—1416), колекціонування як спосіб самозвеличення аристократії поширилося по всій Європі. До перших представників династії Габсбургів, яких можна назвати колекціонерами у загальному розумінні, належали імператор Фрідріх III (1415—1493). Як меценат він приділяв чималу увагу до художньої якості експонатів та особливо прославився своїми знаннями у сфері ювелірного мистецтва. Імператор Максиміліан I (1459—1519) ще ховав свої набуті скарби у підземних сховищах, зважаючи на їхню історичну та антикварну цінність. Імператор Фердинанд I (1503—1564) першим виділив особливі приміщення для зберігання своїх скарбів та став засновником Кунсткамери Габсбургів у Відні. Син імператора, ерцгерцог Фердинанд II Тірольський, підтримав розробку каталожної системи для різних предметів — щось на зразок ключа для використання і розуміння кожного експонату, таким чином підійнявши колекціонування на новий щабель. Імператор Рудольф II сприяв подальшому розвитку такого підходу.
На колекційну діяльність імператора Фердинанда I вплинули як династичні, так і особливо художньо-естетичні погляди, що відображається у назві одного й того ж самого фонду часом як скарбниці (Schatzkammer), а часом — як зібрання творів мистецтва (Kunstkammer). Фердинанд I у своєму заповіті призначив свого старшого сина Максиміліана II (1527—1564) наступником королівських інсигній (атрибутів коронації) і своєї великої колекції монет і старожитностей. За заповітом, коштовності та ювелірні вироби слід було поділити між його молодшими синами — ерцгерцогами Фердинандом II Тірольським (1529—1595) і Карлом II Австрійським (1540—1590), саме це рішення послужило створенню нового фонду Кунсткамери Габсбургів в Інсбруці і Ґраці. Найзначніша частина зібрання імператора Максиміліана II дісталась його сину Рудольфу II, який перевіз її до своєї нової резиденції у Празі.

### Ерцгерцог Фердинанд II

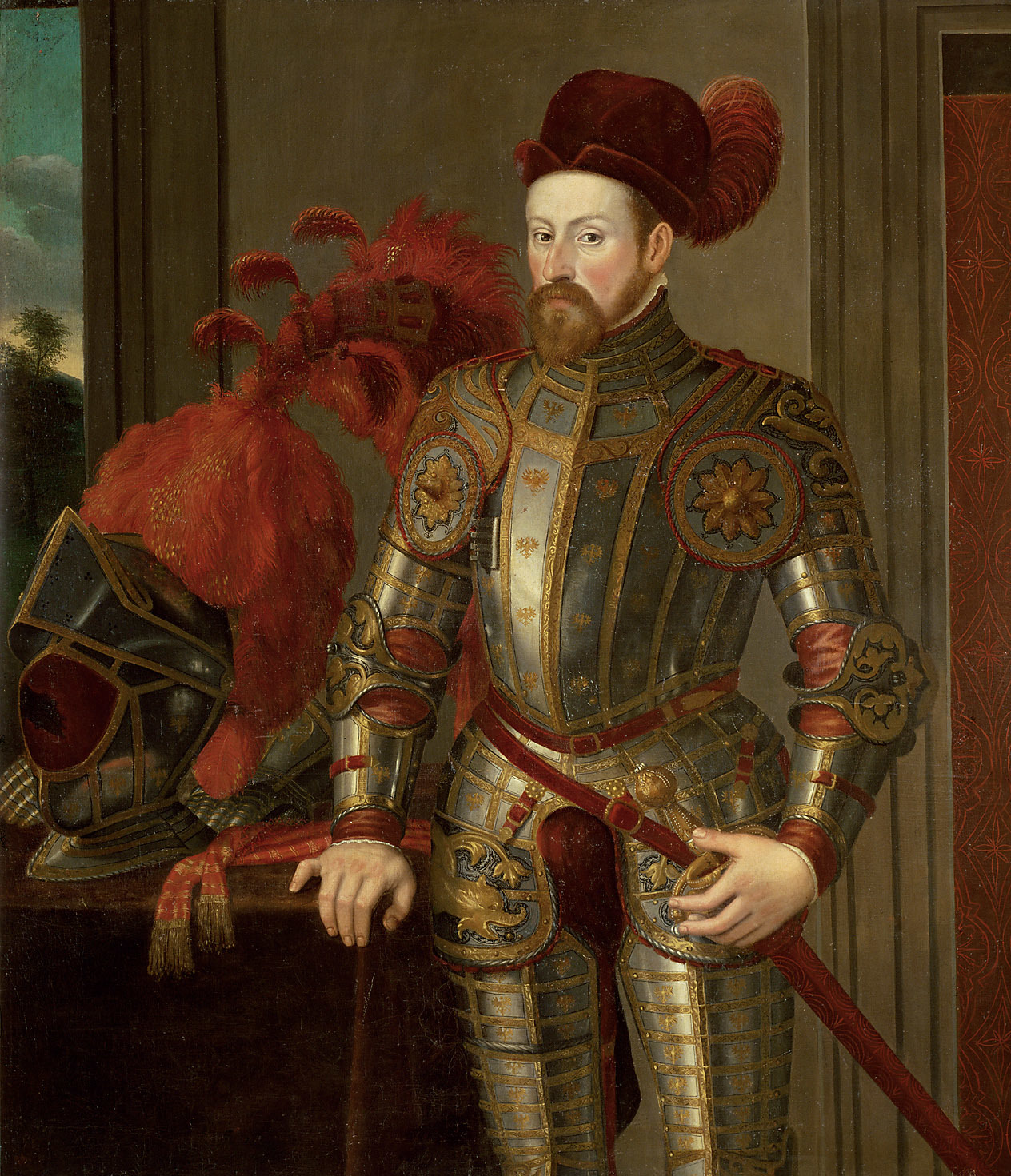
Франческо Терціо. «Ерцгерцог Фердинанд II», бл. 1556/57. Замок Амбрас, Інсбрук

Упродовж XVI століття королівські скарбниці перетворилися в енциклопедичні зібрання творів мистецтва, в яких разом із ювелірними виробами, різьбленням по слоновій кістці і дереву, годинниками і механізмами також були присутні природничо-наукові зразки, живопис і скульптура. Одне із найважливіших європейських зібрань цього роду заснував ерцгерцог Фердинанд II Тірольський у замку Амбрас під Інсбруком. Вперше назване «зібранням мистецтв або кабінетом курйозів» (нім. Kunst- und Wundkammer) в його заповіті, зібрання ще за життя ерцгерцога викликало інтерес у аристократії та освічених мандрівників з усієї Європи. З початку XVII століття це зібрання творів мистецтва вибрані гості могли оглянути на регулярних екскурсії. Записи у гостьовій книзі та численні описи подорожей розповідають про знатних відвідувачів, серед яких були купець, банкір та колекціонер із Аугсбурга Філіпп Гайнгофер, письменник-філософ Мішель де Монтень, королева Швеції Христина та Йоганн Вольфганг фон Гете. Відомими стали як колекція обладунків Фердинанда, так і зібрання портретів. Їхня історико-генеалогічна спрямованість на людину як носія історії, при особливій увазі до своєї власної великої династії, являла собою важливий аспект колекціонерської діяльності Фердинанда. Однак один особливий предмет зібрання став знаменитим лише набагато пізніше: Сальєра («сільничка») Бенвенуто Челліні. Вона потрапила у Тіроль як подарунок французького короля Карла IX у 1570 році — ерцгерцог представляв короля на його заручинах із герцогинею Єлизаветою, донькою імператора Максиміліана II. Тільки після перекладу автобіографії скульптора Йоганном Вольфгангом фон Гете стало зрозуміло, який скарб зберігався у Кунсткамері так довго невпізнанним: це єдина золота ювелірна робота Челліні, що збереглась.[джерело?]
Опис спадщини Фердинанда, проведений у 1596 році, мав велике значення для усього зібрання. Кунсткамера ерцгерцога становила комплекс із великою історичною цінністю; у ній твори мистецтва не поступалися за значущістю природознавчим експонатам, а вишукані іграшки розміщалися поруч із реліквіями. Вміст ящиків був організований за простим принципом подібності матеріалу. Незалежно від віку, значення і походження, предмети із дерева, каменю, заліза, золота, срібла опинялися поряд один з одним. Ящики, що були захищені від сонячного світла й закриті полотняними шторами, були пофарбовані усередині й забезпечували оптимальну можливість для відвідувачів оцінити кожен експонат. Така організація, що відповідала точним розпорядженням ерцгерцога, свідчить не лише про його глибоку проникливість, а також вважається першою спробою впорядкувати зібрання, розраховане на глядача; її концепція радикально відрізняється від принципу скарбниці як більш-менш упорядкованого зібрання цінних предметів.
1603 року було опубліковано каталог «Armamentarium Heroicum», що складався із 125 гравюр, зроблених фламандським гравером Домінікусом Кустусом (1560—1612) за малюнками Джованні Баттіста Фонтани (1541—1587). На ілюстраціях були зображені відомі аристократи й воєначальники, одягнені в обладунки, які пізніше придбав ерцгерцог Фердинанд II Тірольський для свого зібрання «Збройна зала героїв» у замку Амбрас. Цей історичний документ, вважається найпершим музейним каталогом; ілюстрації у ньому супроводжуються історичними довідками, що були складені особистим секретарем ерцгецога, Якобом фон Шренк Нотцінгом.

### Образ Кунсткамери
Королівська Кунсткамера була певною мірою відображенням духовного космосу та скарбницею тодішніх знань про світ. Енциклопедичний образ Кунсткамери як «Theatrum Mundi» (театру світу) містив, разом із «artefacta» (артефактами), а також «naturalia» (природні елементи, що мають антропоморфну форму, дивних риб, гілок коралів, що нагадують дорогоцінні прикраси) — визначні творіння природи, та «exotica» (екзотику), далі «scientifica» (наукові прилади), потім друковану графіку та різні дивацтва, що все це доповнювало — «курйози» природи, науки та вмінь, а також так звані «mirabilia» (чудес) або витвори мистецтва. Інтерес колекціонерів до придворних експонатів надзвичайної рідкості та екзотичності походив з їхньої наукової допитливості. При колекціонуванні артефактів були важливі їхні художні якості, віртуозність роботи, «antiquitas» (старожитності), дорогоцінність, а також династичні або історичні чинники. З іншого боку, ужитковість предметів зазвичай не мала особливого значення. Виключення складали «scientifica»: годинники, механізми та наукові прилади, а механіка їхньої дії викликала особливий захват. Цікавість та прагнення до дослідження й насамперед бажання продемонструвати широту сфер політичного впливу, сприяли придбанням «exotica».
Значення колекції творів мистецтва в Амбрасі не в останню чергу полягає в тому, що представлені різноманітні експонати дозволяють зробити висновок про художні прагнення цілої епохи. Ключовими поняттями тут були дійсність та неоднозначність, що проявлялося у прагненні привести глядача у стан невпевненості, використанні форм і матеріалів незвичним чином, а також викривленні образу людини.

### Кунсткамера Рудольфа II у Празі

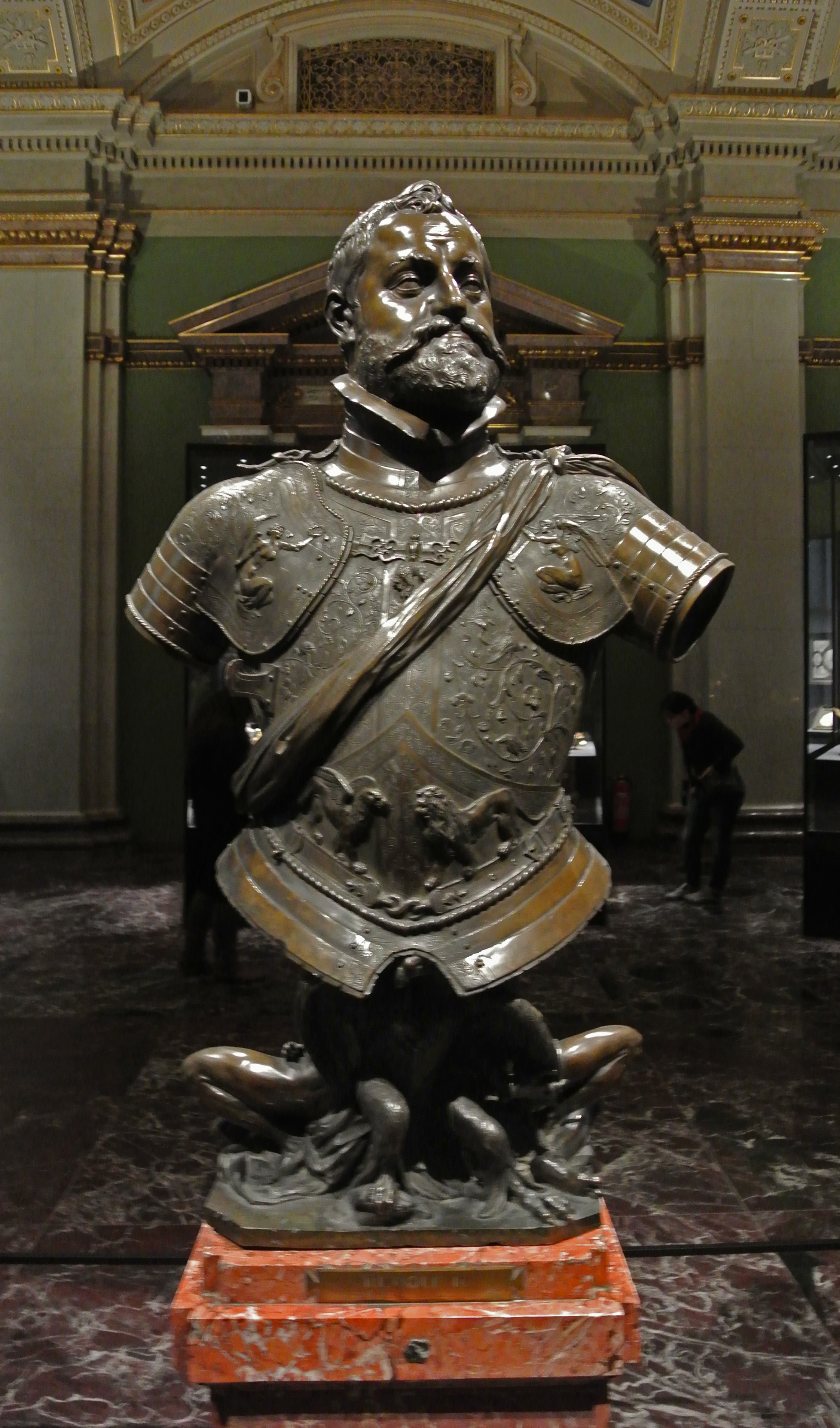
Адріан де Вріс. «Погруддя імператора Рудольфа II». Прага, 1603. Музей історії мистецтв, Відень

Оскільки в ерцгерцога не було спадкоємця чоловічої статі, який міг би успадкувати титул, його зібрання творів мистецтва після його смерті у 1595 році перейшло за заповітом до його молодшого сина від першого шлюбу, маркграфа Карла фон Баргау. Проте останній був мало зацікавлений у тому, щоб забезпечувати дорогий догляд за замком Абрас, і згодом він розпочав переговори про його продаж імператорові Рудольфу II, який висловлював своє захоплення щодо цього зібрання. Карл продав зібрання Рудольфу II у 1605 році.
Рудольф II (1552—1612), племінник Фердинанда II Тірольського, був найбільшим і найпристраснішим збирачем Casa de Austria. Вихований при дворі свого дядька Філіпа II в Іспанії, спадкоємець престолу здобув тонке розуміння художньої якості та мистецтва як знака власної важливості як майбутнього імператора Священної Римської імперії. Після того, як він став імператором у 1576 році, Рудольф II переніс свою резиденцію із Відня до Праги, взявши з собою в Градчани цінне зібрання картин, предметів антикваріату, чудової зброї та objets d'art. У Кунсткамері Рудольфа знаходились також незвичні полотна Джузепе Арчімбольдо (1527—1593), який довго працював при празькому дворі. Завдяки своїм експертним знанням в галузі мистецтва, знанням світу та широкій освіченості, в Прагу з'їхалися найкращі ювеліри, огранники, годинникарі та живописці свого часу, які заснували своєрідний «рудольфіанський стиль». Складений антикваром Рудольфа II Дінелем Фрешлем у 1607–1611 роках опис дає уявлення про масштаби великого зібрання творів мистецтва.
Покупка зібрання у замку Амбрас у нащадків ерцгерцога Фердинанда II — Рудольф II заплатив близько 100 000 рейхсталерів за експонати колекції — була спричинена не тільки його оцінкою цієї виключної колекції та курйозів, але і відображала його бажання створити загальне зібрання творів мистецтва та скарбів австрійського дому, хоча у підсумку колекція так і залишилася недоторканною у замку Абрас. Незабаром після смерті Рудольфа II у 1612 і 1619 роках, його брат і наступник імператор Матвій (1557—1619) переніс імператорський двір з Праги до Відня. Він організувавши доставку найцінніших предметів празької колекції з Градчан до Відня й таким чином врятував їх від розграбування шведськими військами наприкінці Тридцятирічної війни. Матвій взяв з собою лише частину мальовничих полотен та витворів мистецтва; те що залишилося у Празі було розграбоване шведськими військами у 1648 році, під час Тридцятирічної війни, і перейшло до колекції королеви Швеції Христини (1626—1689).
Важливою датою в історії колекції вважається 10 травня 1621 року: імператор Фердинанд II видав наказ, за яким майно родини Габсбургів стало неподільним і невідчужуваним, — міра, що була направлена на запобігання роздроблення зібрань мистецтв, що належали різним гілками династії. Тобто, після переоцінки фінансового становища Габсбургів у 1621 році всі фамільні коштовності й художні скарби перестали належати «країні та її громадянам», а успадковувалися за правом первородства як невід'ємна власність ерцгерцогства. Останні перевезення експонатів з Праги до Відня відбулися при імператорі Йосифі II.

### Ерцгерцог Леопольд Вільгельм

Давід Тенірс молодший. «Ерцгерцог Леопольд Вільгельм у своїй галереї у Брюсселі», 1651. Музей історії мистецтв, Відень

Загальне зібрання скарбів австрійського дому знову було значно розширене у середині XVII століття, коли зібрання ерцгерцога Леопольда Вільгельма (1614—1662) було перевезено з Брюсселя до Відня. 1656 року Леопольд Вільгельм повернувся до Відня і привіз свої колекції, що нараховували, згідно з описом 1659 року, 1397 полотен, 343 малюнки і 542 скульптури, які були розміщені у Штальбурзі, будівлі XVII ст., збудованій для Максиміліана II і перебудованій, після його переїзду до імператорського палацу Гофбург, під придворні стайні. Молодший син імператора Фердинанда II Леопольд Вільгельм спочатку мав прийняти духовний сан і обійняв посаду Великого магістра Німецького ордену. Тому його кунсткамера зберігала насамперед «sacralia» (священні предмети), такі як реліквії і церковні прикраси, однак також і годинники, вироби із гірського кришталю і срібла. Разом із численними картинами, що сьогодні формують основу картинної галереї Музею історії мистецтв, в описі 1659 року відзначені також скульптури найвищої якості з каменю, дерева, слонової кістки і передусім із бронзи. Із зібрання англійського короля Карла I (1600—1649), яке було розпродане після його страти у 1649 році, Леопольд Вільгельм зміг придбати деякі основні твори італійського Відродження.
Точний опис предметів в реєстрі доповнює ілюстрований Prodromos («Попередник») до Theatrum Artis Pictoriae з описами картин із зібрання віденського Штальбурга. Імператорські зібрання у Відні славилися своєю якістю вже у XVI і XVII століттях. Чимало європейських правителів вважали за честь зміцнити цю добру репутацію відповідними її рівню подарунками. Навіть коли з XVII століття художні запити дому Габсбургів почали поступово зміщуватися у бік архітектури, музики й театру, зібрання продовжувало поповнюватися окремими визначними творами.
У 1740 році на трон зійшла Марія-Терезія Австрійська (1717—1780), донька Карла VI, призначена ним спадкоємицею, попри те, що була жінкою. Її чоловік Франц Стефан Лотаринзький розширив колекцію родини придбанням гобеленів. 1765 року був заснований кабінет монет та реорганізована Кімната скарбів палацу Гофбург.

### Заснування Музею історії мистецтв у Відні

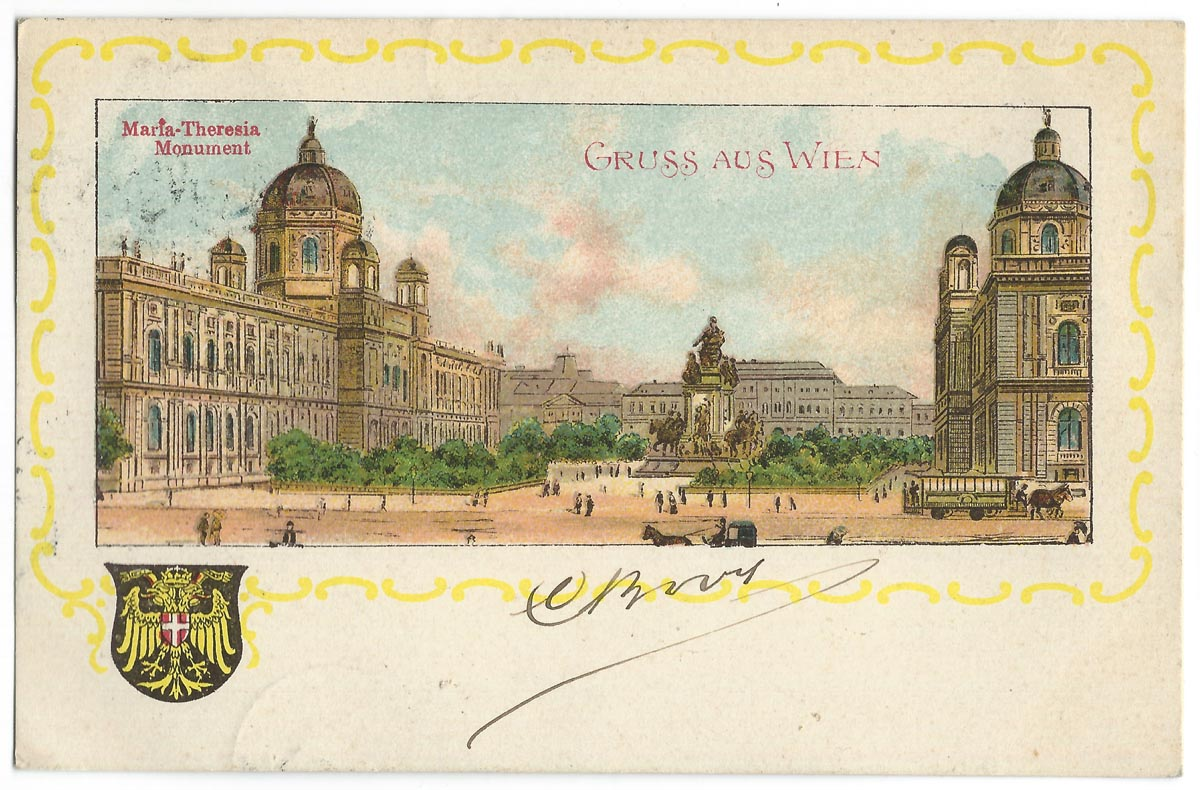
Музей історії мистецтв на листівці поч. XIX ст.

На початку XIX століття під час Наполеонівських війн, через страх розграбування французами, до Відня були перевезені зібрання: твори мистецтва, що залишалися у замку Амбрас, і два середньовічні зібрання коштовностей корони і скарбів ордену Золотого руна, що зберігалися у скарбниці. Спочатку воно розміщалося в замку Нижній Бельведер й таким чином продовжувало зберігати свою самостійність. У 1814–1815 роках деякі колекції Габсбургів частково використовувалися завдяки добре підготовленим показам.
Тільки велика реформа імператорських зібрань, розпочата за імператора Франца Йосифа I у 1875 році, врешті об'єднала всі фонди кунсткамери у відкритому 1891 році Музеї історії мистецтв та залишила в скарбниці лише інсигнії й предмети, пов'язані з членами імператорської династії дому. Нове зібрання, розміщене у бельетажі у знову зведеній будівлі на Рінгштрассе, отримало тоді не дуже вдалу назву «Зібрання художніх та промислових предметів» (нім. Sammlung kunstindustrieller Gegenstände). Після розвалу габсбурзької монархії у 1918 році до колекції були приєднані зібрання гілок ерцгерцогів Австрійських-Есте, й усе зібрання було не зовсім точно назване «Зібрання скульптури та декоративно-ужиткового мистецтва». 1921 року фонд поповнило габсбурзьке зібрання гобеленів, майже 800 настінних килимів, які раніше слугували оформленням імператорських замків. Це зібрання належить до найзначніших колекцій такого роду.
Незадовго до аншлюса Австрії націонал-соціалістичною Німеччиною у 1938 році спадщина Густава фон Бендаса, крупного промисловця й колекціонера витворів мистецтва, збагатила «зібрання скульптури і декоративно-ужиткового мистецтва» кількома видатними предметами раннього Відродження (наприклад, «Хлопчик, що сміється» роботи Дезідеріо да Сеттіньяно). Загалом зібрання зазнало лише незначних втрат під час Другої світової війни. Найвідчутніші втрати мала колекція гобеленів, оскільки експонати, які примусово вивезли до Берліна і Карінгалла для оформлення інтер'єру, зникли безслідно.
З 1963 року фонди зібрання знову було об'єднано в Музеї історії мистецтв. Оскільки в колекції залишилось небагато скульптур і майже не було виробів декоративно-ужиткового та ремісничого мистецтва, у 1990 році було ухвалено рішення повернути назву «Кунсткамера». Структура зібрань творів мистецтва XVI століття відчутно змінилася, коли наприкінці XIX століття були створені придворні музеї, а фонди було розділено з урахуванням художньо-історичних аспектів. Втім, попри це, віденській Кунсткамері вдалося зберегти свою цілісність.

### Реконструкція і сьогодення

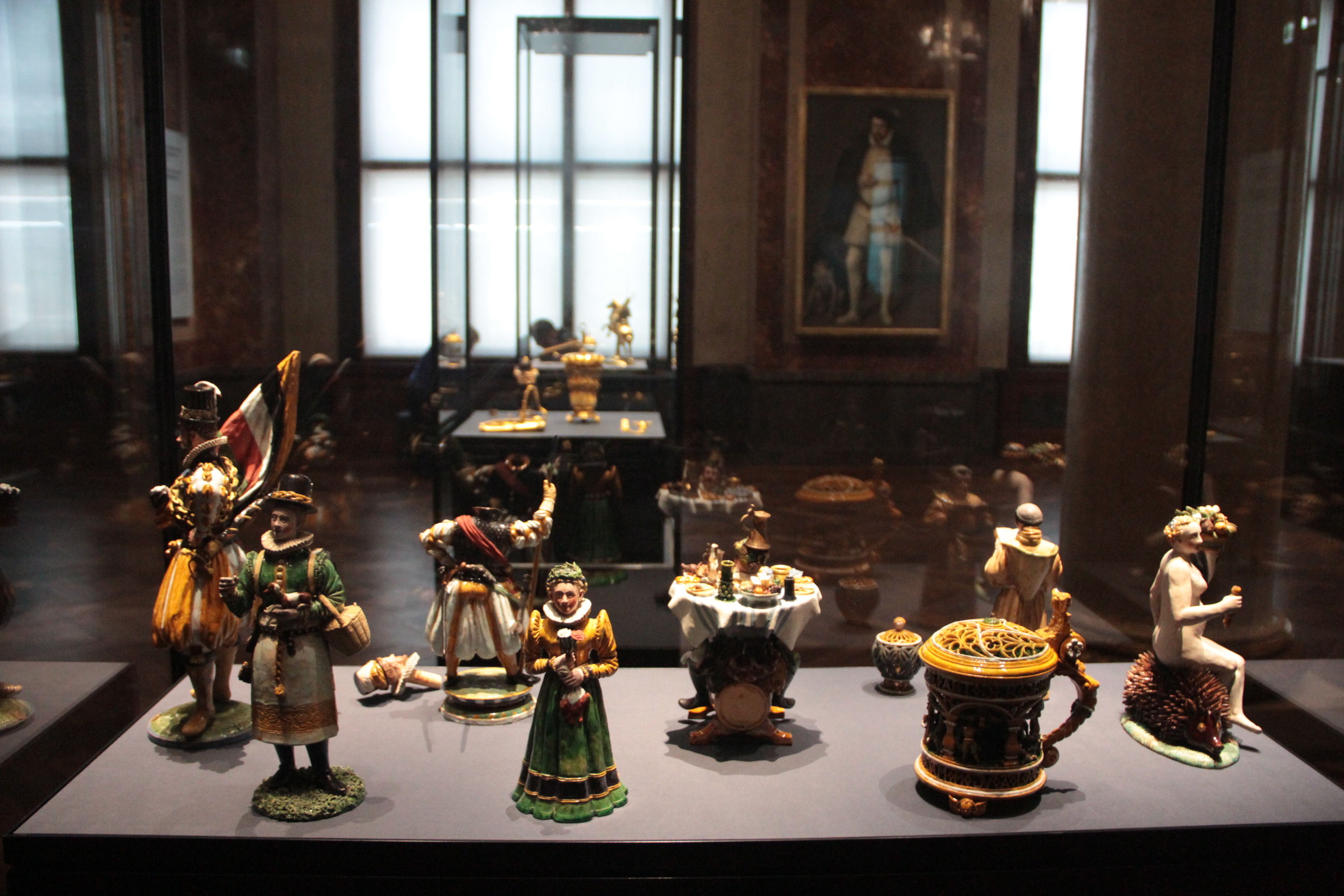
Одна з вітрин після реконструкції

У 2002 році Кунсткамеру довелося закрити з міркувань безпеки конструкцій та для ремонту. Було проведено капітальний ремонт і розширення приміщень, а також організовано нове розташування і сучасну презентацію предметів із залученням найкращих архітекторів, дизайнерів та майстрів музейної справи з Австрії, Німеччини та інших країн.
Для нової експозиції, яка є новою віхою в історії зібрання, було вибрано 2200 предметів, що інформативно представляють один період за іншим, з урахуванням міжнародних стандартів реставрації, техніки безпеки та оформлення. Для передачі основної інформації були застосовані новітні медійні засоби. В експозиції також йдеться про напрямки розвитку історії мистецтва.
Кунсткамера була знову відкрита для відвідування 1 березня 2013 року. Нове планування віденської Кунсткамери засноване на темі «Колекціонери дому Габсбургів та їх зібрання». Вартість реконструкції склала 18,6 млн євро, близько 15 млн з яких було виділено урядом, а 3,5 млн євро музей зібрав завдяки меценатам.

## Експозиція
Кунсткамера розташовується на 1-му (0.5) поверсі Музею історії мистецтва. Експозиція Кунсткамери нараховує 2200 предметів, що розміщуються на площі 2700 м² у 20 залах. Вибір експонатів охоплює історію мистецтв, починаючи із Середніх віків, включаючи епохи Відродження, маньєризму і бароко, і закінчується епохою класицизму.
З 2002 по 2013 знаходилась на реконструкції; експозиція була знову відкрита для відвідувачів 1 березня 2013 року. Нове планування засноване на темі «Колекціонери дому Габсбургів та їхнє зібрання».
Серед експонатів представлені предмети середньовічного мистецтва: Акваманіл у формі грифона (XII ст.), «Мадонна із Крумау» (бл. 1400), «Мадонна» скульптора Ріменшнайдера (бл. 1500); декоративно-ужиткове мистецтво у колекції представлене різноманітними чашами, кубки, годинниками, виготовлених із кришталю, золота, дорогоцінного каміння і перлів у химерних та розкішних формах. Найвідоміший експонат колекції — сільничка («Сальєра») Бенвенуто Челліні (1500—1572), виготовлена у 1540–1543 роках із золота, частково вкрита емаллю, чорного дерева для французького короля Франциска I. У зібранні також представлені шпалери тонкої роботи, виготовлені із вовни і шовку у 1-й половині XVIII століття. Вирізняються своєю витонченістю, вишуканістю і віртуозністю виконання невеликі за розмірами статуетки і найскладніші скульптурні композиції зі слонової кістки створені у XVII столітті.

### Основні експонати

#### Мистецтво Середніх віків
- «Святий Григорій із писарями». Майстер віденської панелі Св. Георгія. Кінець X ст.
- «Святі Андрій і Петро». Константинополь, бл. 954/959.
- Акваманіл у формі грифона. Майстерня Рогера із Гельмарсгаузена, бл. 1120/1130.
- Кубок для причастя із дискосом і піпеткою, так званий «Вільтенський кубок». Нижня Саксонія (?), бл. 1160/1170.
- Ваза з двома речками. Палермо, 1-ша половина XIII ст.
- «Мадонна із немовлям», так звана «Мадонна із Крумау». Прага (?), бл. 1390/1400.
- Ларець зі слонової кістки. Париж, 2-га третина XIV ст.
- Так звана «Віденська книга образів». Прага, бл. 1410/1420, пізні доповнення: Відень, бл. 1430/1440.
- Набір гральних карт зі сценами придворного полювання, так званий «Амбраський набір». Конрад Віц, майстерня у Базелі (?), бл. 1440/1445.
- Медальйон, що зображує Різдво Христове і Богоявлення. Ломбардія, бл. 1470/1480.
- Жертовник зі зміїними язиками. Нюрнберг (?), середина XV ст.
- Кубок із кришкою, так званий Чудовий кубок імператора Фрідріха III. Бургундські Нідерланди, 3-тя чверть XV ст.

#### Ранній та Високий Ренесанс
- Алегорія марноти («Vanitas»). Йорг Сірлін старший або Міхель Ергарт. Ульм, бл. 1470/1480.
- «Адам». Тільман Ріменшнайдер, Вюрцбург, бл. 1495/1500.
- Кубок Дюрера. Нюрнберг, бл. 1500.
- Кубок Максиміліана. Нюрнберг, бл. 1510/1515.
- «Мадонна із немовлям». Тондо: Донателло. Флоренція, бл. 1443. Рама: Дезідеріо да Сеттіньяно. Флоренція, бл. 1445.
- «Мадонна із немовлям». Антоніо Росселліно. Флоренція, бл. 1465/1470.
- «Хлопчик, що сміється». Дезідеріо да Сеттіньяно. Флоренція, бл. 1460/1464.
- «Жіноче погруддя». Франческо Лаурана. Остання чверть XV ст.
- «Поет, що співає пісню своїй коханій» (Алегорія музики?) (раніше «Вакх та Аріадна»). Тулліо Ломбардо. Венеція, бл. 1505/1510.
- «Покладення в труну». (приписується) Андреа Мантенья. Мантуя, бл. 1480.
- «Беллерофонт приборкує Пегаса». Бертольдо ді Джованні, відливку зробив Адріано Фйорентіно. Флоренція, бл. 1481/1482.
- «Пан». Адріано Фйорентіно, Флоренція, бл. 1486.
- «Жнець, що відпочиває». Андреа Бріоско, наз. Річчо. Падуя, бл. 1500.
- Venus Felix («Щаслива Венера»). П'єр Якопо Аларі де Бонакольсі, наз. Антіко. Мантуя, бл. 1510.
- «Мадонна з немовлям і святими» та «Бичування Христа». Модерно (працював в кін. XV ст. на поч. XVI ст. в Ломбардії та Римі). Рим, бл. 1510.
- «Адам і Єва». Конрат Майт. Мехелен, бл. 1520.
- «Ерцгерцогиня Маргарита, регентша Нідерландів». Конрат Майт. Мехелен або Бру, 1528.
- Основа шкатулки з бюстом курфюрста Саксонії Фрідріха Мудрого; кришка шкатулки з кетавром; основа шкатулки з портретом Анни Веллер (?); кришка шкатулки із зображення сирени. Майстер — різьбяр шкатулкових кришок. Нюрнберг (?), 1525.
- Глечик із гірського кришталю з високою ручкою. Мілан, 2-га чверть XVI ст.
- Погруддя імператора Карла V. Леоне Леоні. Мілан, бл. 1555.
- Погруддя королеви Марії Угорської в овдовілому вбрані. Леоне Леоні. Мілан, бл. 1555.
- Дошка для настільної гри «Langer Puff» та гральні шахи. Ганс Кельс старший. Ескіз: Йорг Брой старший. Програма: Георг Германн. Кауфбойрен, 1537.

#### Французьке придворне мистецтво
- Сільничка («Сальєра»). Бенвенуто Челліні. Париж, 1540/1543.
- Гобелен «Єдність держави». Франческо Пріматіччо. Картон: Клод Бадуен, ткачі: Жан і П'єр ле Бріс. Фонтенбло, 1540/1550.
- Розкішний кубок, так званий Кубок Михаїла. Антверпен, 1532.
- Оніксова кружка. Рішар Тутен молодший. Париж, 1570.
- Діана в образі мавританки. Франція, до 1560; обрамлення: Прага, бл. 1610.

#### Пізній Ренесанс
- «Медальйон-портрет імператора Максиміліана II». Антоніо Абондіо. Інсбрук, 3-тя чверть XVI ст.
- Чотири фігури біля фонтану Флора, Церера, Вакх і Вулкан (Алегорії чотирьох пір року). Приписується Йогану Грегору ван дер Схардту. Ескіз (?): Венцель Ямнітцер. Нюрнберг, 1570.
- Секретер. Нюрнберг, бл. 1570.
- Ківш із драконом. Гаспаро Мізероні. Мілан, бл. 1565/1575.
- Розкішна чаша із празему. Гаспаро Мізероні. Мілан, бл. 1565/1570.
- Посудина із лазуриту. Різьбяр: Джан Стефано Кароні, оправа: Жак Білівельдт. Флоренція, 1575/76—1581.
- Невеликий домашній вівтар із Христом і самаритянкою. Центральне панно: Крістофано Гаффурі, стінки ніш: Бернардіно Гаффурі, обрамлення: Джан Амброджо Кароні, прикраса золотом та емаллю: Жак Білівельдт. Флоренція, 1590—1600.
- «Захарія», або «Алегорія зими». Алессандро Вітторіа. Венеція, бл. 1585.
- «Погруддя Анджели Лоредан». Алессандро Вітторіа. Венеція, бл. 1560/70.

#### Екзотика
- Слон із сільничкою. Слон: Індія, XV ст.; сільничка: Європа, XIV/XV ст. Обрамлення: бл. 1550 (Франсіско Лопез).
- Віяло. Цейлон, середина XVI ст.
- Шкатулка. Цейлон, бл. 1540. Оправа: індо-португальська, середина XVI ст., і південнонімецька, бл. 1580/90.
- Кубок із рогу носорога. Іспанія, бл. 1560.
- Ріг для пиття у вигляді дракона. Корнеліус Гросс. Аугсбург, бл. 1560/70.
- Кубок зі страусячого яйця. Клемент Кіклінгер. Аугсбург, бл. 1570/75.
- Посудина для пиття у вигляді півня. Майстерня Венцеля Ямнітцера. Нюрнберг, 3-тя чверть XVI ст.

#### Із кунсткамери Фердинанда II
- «Ерцгерцог Фердинанд II». Франческо Сегала. Інсбрук, бл. 1580.
- Кабінетна шафа. Південна Німеччина або Мантуя, бл. 1582.
- Велика прикраса для середини столу, у вигляді чаплі. Майстерня Сараккі. Мілан, бл. 1490.
- Ящик для письмового приладдя. Венцель Ямнітцер. Нюрнберг, бл. 1560/70.
- Жартівлива посудина «Ведмідь-мисливець». Грегор Баїр, Валентін Драуш і Генріх Вагнер. Аугсбург і Мюнхен, бл. 1580/81.
- Рудний штуф у вигляді настільного фонтану з Давидом і Вірсавією. Каспар Уліх. Санкт-Йоахімшталь, третя чверть XVI ст.
- Три фігурки з комедії дель арте. Мурано або Інсбрук, остання чверть XVI ст.
- «Тантал». Крістоф Гандтнер. Інсбрук, бл. 1580/90.
- Так званий «Трубач-автомат». Ганс Шлоттгейм. Аугсбург, 1582.

#### Із празької кунсткамери Рудольфа II
- «Погруддя імператора Рудольфа II». Адріан де Вріс. Прага, 1603.
- Кубок із бивня нарвала. Ян Вермеєн. Камеї на кришці: міланська майстерня Мізероні. Прага, 1600/1605.
- Кубок із безоара з кришкою. Ян Вермеєн. Прага, бл. 1606.
- Посудина із морського кокосу. Антон Швайбергер і Ніколаус Пфафф. Прага, 1602.
- Кубок з кришкою із рогу носорога з іклами африканського кабана. Ніколаус Пфафф. Прага, 1611.
- Умивальний таз Trionfi («Тріумфи»). Крістоф Ямнітцер. Нюрнберг, бл. 1601/02.
- «Венера Уранія». Джованні да Болонья. Флоренція, бл. 1575.
- «Меркурій, що летить». Джованні да Болонья. Флоренція, бл. 1585.
- Настільна іграшка-автомат у вигляді корабля. Ганс Шлоттгейм. Аугсбург, 1585.
- Механічний небесний глобус. Георг Ролль і Йоганнес Райнгольд старший. Аугсбург, 1584.
- Годинник з фігурами: Діана на кентаврі. Ганс Якоб І. Бахманн. Аугсбург, бл. 1602/06.
- Так званий «Перший годинник із кульовим ходом». Крістоф Марграф. Прага, 1596.
- Так званий «Віденський планетний годинник». Годинниковий механізм: Йост Бюргі, корпус: Ян Вермеєн. Прага, бл. 1605.
- «Вид на Градчани у Празі». Приписується Джованні Каструччі. Прага, після 1606.
- Глечик із яшми. Оттавіо Мізероні, оправа: Паулюс ван Віанен. Прага, бл. 1590/1600. Оправа: 1608.
- Камея із зображенням Лукреції. Різьба по кольоровому каменю: Алессандро Маснаго. Обрамлення: Ян Вермеєн. Камея: Мілан, остання чверть XVI ст. Обрамлення: Прага, бл. 1602.
- Декоративна ваза із празему з кришкою. Ян Вермеєн. Різьба по кольоровому каменю: ймовірно, майстерня Оттавіо Мізероні. Прага, бл. 1600/1605.

#### Бароко
- «Фердинанд III». Приписується Юстінусу Псольмайру. Відень, бл. 1643.
- Високий пивний кухоль з кришкою. Кенігсберг, бл. 1625.
- «Фурія». Майстер фурій. Зальцбург (?), бл. 1610/1620.
- «Фенікс». Майстер фурій. Зальцбург (?), бл. 1610/1620.
- «Анакреон». Леонрад Керн. Швебіш-Галль, бл. 1625/1630.
- Abundatia (Достаток). Леонард Керн. Швебіш-Галль, бл. 1635/1645.
- Кубок із кришкою, що зображує п'яного Силена. Різьба по слоновій кістці, приписується Георгу Петелю. Ювелірна робота: Андреас І. Вікерт. Аугсбург, 1629.
- Кубок із кришкою. Маркус Гайден. Кобурн (?), друга чверть XVII ст.
- Кабінетна шафа, так звана шафа Врангеля. Ульріх Баумгартнер. Аугсбург, 1631/1634. Нижня конструкція: Георг Гаупт. Стокгольм, 1776.
- Ваза для квітів. Ваза: Діонізіо Мізероні. Квіти: Пауль Перц. Прага, 1647/48.
- Шестигранний ківш з ручками. Якоб Гайзе. Кенігсберг, бл. 1660.
- Так звана «Піраміда із гірського кришталю». Різьба по кольоровому каменю: Діонізіо Мізероні. Оправа: Ганс Райнгардт Травелл. Прага, 1651/1653.
- «Ерцгерцог Леопольд Вільгельм на коні». Флоренція (?), бл. 1650.
- «Венера» або «Амфітріта». Приписується Франческо Фанеллі. Італія, бл. 1645 (виконана в Англії?).
- «Алегорія стихій Води і Вітру». Маттіас Штайнль. Бреслау або Відень, бл. 1688.
- «Леопольд I як переможець турків». Маттіас Штайнль. Відень, бл. 1690/1693.
- «Король Йосиф I як переможець страху війни». Маттіас Штайнль. Відень, 1693.
- Кінна статуетка Карла VI. Маттіас Штайнль. Відень, 1693.
- Глечик з кришкою зі сценами мисливства і рибальства. Бальтазар Грісманн. Відень або Зальцбург, третя чверть XVII ст.
- «Аполлон і Дафна». Якоб Ауер. Відень, до 1688.
- «Святий архангел Михаїл, що перемагає диявола». Йоганн Шнегг. Байройт (?), бл. 1750.

#### Від пізнього бароко до класицизму
- Так званий «Золотий набір для туалетного столика імператриці Марії-Терезії». Антон Маттіас Доманек. Відень, бл. 1750.
- Настільна прикраса герцога Карла Олександра Лотаринзького. Пітер-Йосиф Фонсон і Жак-Франсуа ван дер Донк. Брюссель, 1755.
- «Меркурій і Венера». Майстерня або послідовники Георга Рафаеля Доннера. Відень, бл. 1740/1755.
- «Скутий Прометей». Йоганн Батист Гагенауер. Відень, 1759.
- «Марія Антуанетта Габсбург-Лотаринзька, дружина дофіна Франції». Жан-Батист Лемуан. Париж, 1771.
- «Імператор Йосиф II і П'єтро Леопольдо, великий герцог Тоскани». Мозаїка: Бернардіно Реголі, рама: Лоренцо ді Капоралі. Рим, 1772.
- «Герард ван Світен». Франц Ксавер Мессершмідт. Відень, бл. 1770/1772.
- «Медальйон із жертвопринесенням на честь дружби». Себастьян Гесс. Відень, бл. 1780/1785.
- «Імператор Франц II». Антоніо Канова. Венеція, бл. 1803/1805.

## Кураторський склад
До кураторського складу Кунсткамери входять:
- Сабіна Хааг — генеральний директор Музею історії мистецтв у Відні, Кунсткамери у Відні та Віденської імператорської скарбниці
- Паулюс Райнер — куратор
- Франц Кірхвегер — куратор
- Катя Шміц фон Ледебур — куратор
- Конрад Шлегель — куратор
- Гелена Ганцер — завідувачка відділу реставрації
- Йоганна Діль — реставратор
- Барбара Гольдманн — реставратор
- Герберт Райтшулер — реставратор
- Андреа Антонюк — реставрація текстилю (гобелени)
- Карін Гаммершмід — реставрація текстилю (гобелени)
- Єва-Марія Єрабек — реставрація текстилю (гобелени)
- Сабіна Швец — реставрація текстилю (імператорська скарбниця)
- Таня Кіммель — реставрація текстилю (гобелени)
- Міхаела Кратохвіл — реставрація текстилю (імператорська скарбниця).

## Режим роботи
Кунсткамера розташовується на 1-му (0.5) поверсі Музею історії мистецтва.
Поштова адреса: м. Відень, пл. Марії-Терезії, 1010.
Режим роботи:
- Час роботи з червня по серпень: щодня, з 10.00 — 18:00, четвер із 10.00 — 21:00
- Час роботи з вересня по травень: вівторок—неділя, з 10.00 — 18:00, четвер з 10.00 — 21:00

Останнє відвідування за 30 хвилин до закриття музею.